# Hettita uralkodók listája
A hettiták birodalma, Hatti, azaz a Hettita Birodalom körülbelül i. e. 1800–1200 között állt fenn. Több jelentősebb óasszír–korahettita fejedelemség egységesülésével alakult ki, területe állandóan változott. Nem volt egységes államalakulat, inkább egyfajta államszövetség, illetve választófejedelemség. Egyes tartományai gyakran függetlenedtek, majd visszatértek a főhatalom alá, emiatt volt, hogy Hatti királyainak hatalma csak a főváros, (előbb Kusszara, Nesza, majd Hattuszasz) környékén érvényesült. Fénykorát az i. e. 14. században élte, amikor Mitanni hanyatlásával, a középasszír kor egymást gyengítő kasszita Babilonja és Asszíriája elé törve a térség vezető hatalma lett. I. e. 1200 körül elözönlötték a tengeri népek, és a birodalom rövid idő alatt felbomlott. Utódállamai az újhettita királyságok, amelyek sokáig (még fél évezreden át) őrizték a hettita hagyományokat, amíg Asszíriával szemben sorra el nem buktak.

## A hettita kronológia
A hettita kronológia rendkívül bizonytalan, mindössze hat olyan esemény van, amely évre pontos datálást tehetne lehetővé az ókori Közel-Kelet más államaival vont párhuzamok alapján, eltekintve persze az ókori kronológiákban egyébként mutatkozó bizonytalanságoktól.
1. I. Murszilisz kifosztotta Babilont és megdöntötte Hammurapi dinasztiáját. Azonban nem tudjuk, mit takar a hosszú idő, amit Babilonban töltött hazatérte (és halála) előtt. Ráadásul halála egy hosszas homályos korszak bevezetője, így Murszilisz datálása nem befolyásolja a következő időszak datálhatatlanságát.
2. I. Szuppiluliumasz az EA#41 és CTH#153 alapján egy általa Ḫuriyaš néven nevezett egyiptomi uralkodónak gratulál trónra lépése alkalmából. Csakhogy nem tudjuk, ki volt ez a Hurijasz, talán Szemenhkaré. Azt sem tudjuk, hogy ez Szuppiluliumasznak hányadik uralkodási éve volt.
3. I. Szuppiluliumasz valamelyik egyiptomi uralkodó halála évében ostromolta Kargamist, mivel az ostrom közben jött Nipḫururiyaš fáraó halálhíre. Ez esetben is csak sejthető, hogy Niphururijasz Tutanhamonnal lehet azonos. Itt ugyanúgy, mint az előző esetben, Szuppiluliumasz uralkodási éveinek aktuális száma ismeretlen.
4. A kádesi csata II. Ramszesz uralkodásának ötödik évében esett meg.
5. Az egyiptomi-hettita békeszerződést III. Hattuszilisz II. Ramszesz 21. uralkodási évében kötötte meg.
6. II. Ramszesz uralkodásának 34. évében vette feleségül III. Hattuszilisz leányát, amikor Hattuszilisz még életben volt, de nem tudni, meddig élt még utána.

Egy következő lehetséges korrelációt a KUB 14.4 (CTH#70) által említett napfogyatkozás jelenthetne, amely II. Murszilisz 10. uralkodási évében volt (Murszilisz-napfogyatkozás). Azonban a kronológia általános bizonytalansága miatt a lehetséges időintervallumban több napfogyatkozás is volt.

## Archaikum (protohatti kor)
| Uralkodó         | Rövid kronológia              | Középső kronológia      | Hosszú kronológia             | Rokonság                                                                               | Megjegyzés                                          | Tudományos átírás            |
| ---------------- | ----------------------------- | ----------------------- | ----------------------------- | -------------------------------------------------------------------------------------- | --------------------------------------------------- | ---------------------------- |
| Pambasz          | i. e. 22. század eleje        | i. e. 23. század közepe | i. e. 23. század eleje        |                                                                                        | Narám-Szín kortársa                                 | Pambaš                       |
| Hurmelisz        | i. e. 1845 körül              |                         |                               |                                                                                        | Kanis királya                                       | Ḫurmeliš                     |
| Harpativasz      | i. e. 1830 körül              |                         |                               |                                                                                        | Kanis királya                                       | Ḫarpatiwaš                   |
| Uhnasz           | i. e. 1830 után               |                         |                               |                                                                                        | Calpa királya                                       | Uḫnaš                        |
| Pithanasz        | i. e. 18. század              |                         |                               |                                                                                        | Kusszara királya                                    | Pitḫanaš                     |
| Inar             | i. e. 18. század              |                         |                               |                                                                                        | Nesza és Kanis királya                              |                              |
| Varszamasz       | i. e. 18. század              |                         |                               | Inar fia, Pithanasz kortársa                                                           | Nesza és Kanis királya                              | Waršamaš                     |
| Pijuszti         | i. e. 18. század              |                         |                               | Anittasz kortársa                                                                      | Hattuszasz királya                                  | Piyušti                      |
| Anumhervasz      | i. e. 18–17. század fordulója | i. e. 18. század közepe | i. e. 19. század második fele |                                                                                        | Calvar királya, a jamhadi I. Jarimlím kortársa      | Anum-Ḫerwaš                  |
| Anittasz         | i. e. 1700 körül              | i. e. 1750 körül        | i. e. 19. század második fele | Pithanasz fia, I. Samsi-Adad kortársa                                                  | székhelye Kusszara, majd Nesza                      | Anittaš                      |
| Peruvasz         | i. e. 1700 körül              |                         |                               | Anittasz fia                                                                           | uralkodásáról nincs adat                            | Peruwaš                      |
| Huccijasz        | i. e. 17. század              |                         |                               | Ismeretlen. A neszai Huccijasz apósa volt Labarnasznak, apja vagy apósa Tudhalijasznak | bizonytalan, talán Calpuva királya                  | Ḫuzziyaš                     |
| Huccijasz(?)     | i. e. 17. század              |                         |                               | Ismeretlen. Talán azonos az előbbivel.                                                 | bizonytalan, talán Nesza királya                    | Ḫuzziyaš                     |
| (I.) Tudhalijasz | i. e. 17. század              |                         |                               | a fenti Huccijasz fia vagy veje                                                        | uralkodása bizonytalan (sokszor I. Tudhalijaszként) | Tudḫaliyaš                   |
| PU-szarruma      | i. e. 1600 körül              |                         |                               |                                                                                        |                                                     | PU-šarruma (Ḫišmi-Šarruma?)  |
| Papahdilmah      | i. e. 1600 körül              |                         |                               | Puszarruma fia                                                                         | trónkövetelő                                        | Papaḫdilmaḫ vagy Pawaḫtelmaḫ |

## Hettita óbirodalom
| Uralkodó                        | Rövid kronológia      | Középső kronológia | Hosszú kronológia | Rokonság                                     | Megjegyzés                       | Tudományos átírás |
| ------------------------------- | --------------------- | ------------------ | ----------------- | -------------------------------------------- | -------------------------------- | ----------------- |
| I. Labarnasz                    | ?-i. e. 1586          | ?-i. e. 1649       | ?-i. e. 1710      | valószínűleg PU-szarruma fia, Huccijasz veje | Nesza és Kusszara királya        | Labarnaš          |
| I. Hattuszilisz (II. Labarnasz) | i. e. 1586-i. e. 1556 | i. e. 1649–1619    | i. e. 1710–1680   | talán Papahdilmah fia                        | Székhelyét Hattuszaszba helyezte | Ḫattušiliš        |
| I. Murszilisz                   | i. e. 1556-i. e. 1526 | i. e. 1619–1589    | i. e. 1680–1650   | I. Hattuszilisz unokája                      |                                  | Muršiliš          |
| I. Hantilisz                    | i. e. 1526-i. e. 1496 | i. e. 1589–1559    | i. e. 1650–1620   | I. Murszilisz sógora                         |                                  | Ḫantiliš          |
| I. Cidantasz                    | i. e. 1496-i. e. 1486 | i. e. 1559–1549    | i. e. 1620–1610   | I. Hantilisz veje                            |                                  | Zidantaš          |
| Ammunasz                        | i. e. 1486-i. e. 1466 | i. e. 1549–1529    | i. e. 1610–1590   | I. Cidantasz fia                             | apagyilkosság                    | Ammunaš           |
| I. Huccijasz                    | i. e. 1466-i. e. 1461 | i. e. 1529–1524    | i. e. 1590–1585   | I. Ammunasz fia                              | apagyilkos                       | Ḫuzziyaš          |

## Hettita középbirodalom
| Uralkodó       | Rövid kronológia              | Középső kronológia      | Hosszú kronológia             | Rokonság                                                                                       | Megjegyzés                      | Tudományos átírás |
| -------------- | ----------------------------- | ----------------------- | ----------------------------- | ---------------------------------------------------------------------------------------------- | ------------------------------- | ----------------- |
| Telipinusz     | i. e. 1461-től                | i. e. 1524-től          | i. e. 1585-től                | I. Cidantasz veje                                                                              |                                 | Telepinuš         |
| Alluvamnasz    | i. e. 15. század közepe       | i. e. 15. század eleje  | i. e. 16. század közepe       | Telipinusz veje                                                                                |                                 | Alluwamnaš        |
| Taharvalijasz  | i. e. 15. század közepe       | i. e. 15. század eleje  | i. e. 16. század második fele | Telipinusz unokatestvére, Ammunasz unokaöccse                                                  |                                 | Taḫarwaliyaš      |
| II. Hantilisz  | i. e. 15. század második fele | i. e. 15. század közepe | i. e. 16. század második fele | Alluvamnasz fia                                                                                |                                 | Ḫantiliš          |
| II. Cidantasz  | i. e. 15. század vége         | i. e. 15. század közepe | i. e. 16. század második fele | talán II. Hantilisz unokaöccse, feltehetően Hasszuilisz fia, aki II. Hantilisz főtisztviselője |                                 | Zidantaš          |
| II. Huccijasz  | i. e. 15. század vége         | i. e. 15. század közepe | i. e. 16. század vége         | ismeretlen                                                                                     |                                 | Ḫuzziyaš          |
| I. Muvatallisz | i. e. 1400 körül              | i. e. 1450 körül        | i. e. 1500 körül              | testvére vagy fia II. Huccijasznak                                                             | II. Huccijasz testőrparancsnoka | Muwatalliš        |

## Hettita (második) átmeneti kor
A hosszú- és középső kronológiák szerint I. Muvatallisz és I. (II.) Tudhalijasz között 80, illetve 50 évnyi ismeretlen időszak helyezkedik el, ezenkívül II. Hattuszilisz uralkodása is erősen bizonytalan, nemcsak tartamát, de tényszerűségét tekintve is.
| Uralkodó               | Rövid kronológia           | Középső kronológia    | Hosszú kronológia     | Rokonság                                                 | Megjegyzés                                                   | Tudományos átírás |
| ---------------------- | -------------------------- | --------------------- | --------------------- | -------------------------------------------------------- | ------------------------------------------------------------ | ----------------- |
| Kantuccilisz           | ?-?                        |                       |                       | Teljesen bizonytalan                                     |                                                              | Kantuzziliš       |
| I. (II.) Tudhalijasz   | i. e. 1395–i. e. 1375      | i. e. 1400–i. e. 1380 | i. e. 1420–i. e. 1400 | Muvatallisz vagy Kantuccilisz fia                        | székhely Szapinuva (sokszor II. Tudhalijaszként)             | Tudḫaliyaš        |
| I. Arnuvandasz         | i. e. 1375–i. e. 1360      | i. e. 1380–i. e. 1365 | i. e. 1400–i. e. 1385 | I. Tudhalijasz veje                                      |                                                              | Arnuwandaš        |
| II. (III.) Tudhalijasz | i. e. 1360–i. e. 1344      | i. e. 1365–i. e. 1360 | i. e. 1385–i. e. 1380 | I. Arnuvandasz fia                                       | székhely valószínűleg Szamuha (sokszor III. Tudhalijaszként) | Tudḫaliyaš        |
| II. Hattuszilisz       | -                          | i. e. 1360–i. e. 1344 | i. e. 1380–i. e. 1344 | ismeretlen                                               | bizonytalan létezésű                                         | Ḫattušiliš        |
| „ifjabb” Tudhalijasz   | i. e. 1360 vagy 1344 körül |                       |                       | származása bizonytalan, valószínűleg II. Tudhalijasz fia | tényleges uralkodása bizonytalan                             | Tudḫaliyaš        |

## Hettita újbirodalom
| Uralkodó               | Uralkodott            | Rokonság                                         | Megjegyzés                                                                             | Tudományos átírás          |
| ---------------------- | --------------------- | ------------------------------------------------ | -------------------------------------------------------------------------------------- | -------------------------- |
| I. Szuppiluliumasz     | i. e. 1344–i. e. 1322 | II. Tudhalijasz fia                              | a hettita újbirodalom kezdete, székhely Hattuszasz                                     | Šuppiluliumaš              |
| II. Arnuvandasz        | i. e. 1322–i. e. 1321 | I. Szuppiluliumasz fia                           |                                                                                        | Arnuwandaš                 |
| II. Murszilisz         | i. e. 1321–i. e. 1295 | I. Szuppiluliumasz fia                           |                                                                                        | Muršiliš                   |
| II. Muvatallisz        | i. e. 1295–i. e. 1272 | II. Murszilisz fia                               | székhely Tarhuntasszasz                                                                | Muwatalliš (Šarri-Tešub)   |
| III. Murszilisz        | i. e. 1272–i. e. 1265 | II. Muvatallisz fia                              | székhely vissza Hattuszaszba                                                           | Muršiliš (Urḫi-Tešub)      |
| III. Hattuszilisz      | i. e. 1265–i. e. 1237 | II. Murszilisz fia                               |                                                                                        | Ḫattušiliš                 |
| III. (IV.) Tudhalijasz | i. e. 1237–i. e. 1209 | III. Hattuszilisz és Puduhepa fia                | (sokszor IV. Tudhalijaszként)                                                          | Tudḫaliyaš (Ḫišmî-Šarruma) |
| Kuruntijasz            | i. e. 1209            | II. Muvatallisz fia                              |                                                                                        | Kuruntiyaš (Ulmi-Tešub)    |
| Hartapu                | i. e. 1209(?)-?       | III. Murszilisz fia (?)                          | Tarhuntasszasz nagykirálya                                                             | Ḫartapu                    |
| III. Arnuvandasz       | i. e. 1209–i. e. 1207 | III. Tudhalijasz fia                             |                                                                                        | Arnuwandaš                 |
| II. Szuppiluliumasz    | i. e. 1207–i. e. 1178 | III. Tudhalijasz fia                             |                                                                                        | Šuppiluliumaš              |
| Kuzi-Teszub            | i. e. 1180 után       | Talmi-Teszub fia, I. Szuppiluliumasz szépunokája | Székhely: Karkemis, Hatti Nagy Királya címmel. Lásd még: Karkemis uralkodóinak listája | Kuzi-Tešub                 |

## Újhettita királyságok
A legfontosabb újhettita királyságok:
- Ḫatti, később Karkemisi Királyság (i. e. 717-ig)
- Ḫattina, később Alalah–Ugariti Királyság vagy Unki (i. e. 732-ig)
- Danuna
- Szamal
- Tabaal